# Хроматов, Василий Ефимович
Васи́лий Ефи́мович Хрома́тов (род. 14 января 1946, Люберцы) —  советский и российский учёный-механик, кандидат технических наук, профессор кафедры робототехники, мехатроники, динамики и прочности машин (РМДиПМ) НИУ «МЭИ».

## Биография
Родился 14 января 1946 года в городе Люберцы Московской области. Отец — Ефим Григорьевич Хроматов (1920—1990), служащий; в последние годы трудовой деятельности — заместитель директора Люберецкого завода сельскохозяйственного машиностроения имени Ухтомского. Мать — Клавдия Ивановна Хроматова (урождённая Петухова; 1922—1996), работник детского сада. Окончил среднюю школу № 4 города Люберцы.
В. Е. Хроматов вспоминает, что 18 апреля 1964 года, ещё учась в школе, он посетил день открытых дверей в Московском энергетическом институте и там впервые увидел В. В. Болотина, который выступал перед зрителями в Большом актовом зале и рассказывал о новой специальности — «Динамика и прочность машин» (ДПМ), открытой в МЭИ в 1962 году. Василия Хроматова это выступление заинтересовало, и у него впервые появилась мысль о дальнейшем обучении в МЭИ на возглавляемой Болотиным кафедре. Сдав выпускные экзамены в школе, он, тем не менее, не думал всерьёз о поступлении на эту новую специальность, но в итоге всё равно в том же году поступил в МЭИ (это был третий набор на специальность ДПМ).
В результате Василий Хроматов стал студентом группы С-8-64. Во время обучения в МЭИ ему особенно запомнились лекции М. Ф. Марьяновского (который читал первокурсникам курс «История КПСС»), С. И. Похожаева (лекции по высшей математике), Л. С. Минина (лекции по сопротивлению материалов), В. Л. Благонадёжина (лекции по строительной механике) и самого В. В. Болотина (который на 5-м курсе читал лекции по статистической динамике и теории надёжности механических систем).
В 1970 году Василий Хроматов успешно окончил кафедру ДПМ МЭИ. Научным руководителем его дипломного проекта был В. В. Болотин, и именно под его руководством В. Е. Хроматов многие годы, начиная с 1970 года, работал на родной для него кафедре.
1 февраля 2006 года Василию Ефимовичу Хроматову было присуждено учёное звание кандидата технических наук (тема диссертации — «Распределение собственных частот и широкополосные колебания тонких упругих оболочек»; научный руководитель — В. В. Болотин). Он является профессором кафедры динамики и прочности машин (а с 2016 года, после присоединения кафедры ДПМ к кафедре теоретической механики и мехатроники, — объединённой кафедры робототехники, мехатроники, динамики и прочности машин, РМДиПМ) НИУ «МЭИ». В НИУ «МЭИ» он читает лекции, ведёт практические занятия по механике деформируемого твёрдого тела. Руководит научной работой студентов и аспирантов. Одновременно В. Е. Хроматов исполняет обязанности заместителя директора Института энергомашиностроения и механики по учебной работе.
В 2018 году В. Е. Хроматов стал лауреатом премии Фонда развития МЭИ «Почёт и признание поколений».

## Научная деятельность
Область научных интересов В. Е. Хроматова охватывает достаточно широкий круг вопросов механики. В частности, он занимался развитием и применением асимптотического метода решения задач теории колебаний в приложении к исследованию спектров колебаний и нелинейных задач динамики пластин и оболочек, анализу устойчивости оболочек в потоке газа, изучением колебаний тонкостенных элементов конструкций и задачами магнитоупругости.  
В. Е. Хроматов — один из авторов учебных пособий «Электрические и электронные аппараты. Прикладные задачи виброударозащиты» и «Динамики и прочности элементов конструкций в структурно-логических схемах».
В 2003 году в МЭИ торжественно отмечалось 25-летие запуска студенческого искусственного спутника Земли (ИСЗ) — радиолюбительского спутника связи (выведен на орбиту 26 октября 1978 года совместно с ИСЗ «Космос-1045»), в разработке которого принимала участие группа сотрудников Энергомашиностроительного факультета (ныне ЭнМИ) — А. Е. Булкин, И. В. Новожилов, А. И. Кобрин, И. В. Орлов, В. Е. Хроматов. В связи с юбилеем они были награждены одной из высших наград Федерации космонавтики России — медалью «За заслуги».

## Публикации
В. Е. Хроматов — автор свыше 30 монографий и учебных пособий, около 50 научных статей. Среди них:

### Отдельные издания
- Москвин В. Г., Окопный Ю. А., Радин В. П., Хроматов В. Е. . Статические и динамические расчёты элементов энергетического оборудования. — М.: МЭИ, 1989. — 88 с.
- Окопный Ю. А., Радин В. П., Хроматов В. Е., Чирков В. П. . Механика материалов и конструкций. Сборник задач. — М.: Машиностроение, 2004. — 416 с. — ISBN 5-217-03218-9.
- Окопный Ю. А., Радин В. П., Хроматов В. Е., Чирков В. П. . Механика материалов и конструкций. Основные формулы. Контрольные вопросы и задачи. Основоположники механики. — М.: Издат. дом МЭИ, 2008. — 276 с. — ISBN 978-5-383-00190-5.
- Самогин Ю. Н., Хроматов В. Е., Чирков В. П. . Метод конечных элементов в задачах сопротивления материалов. — М.: Физматлит, 2012. — 200 с. — ISBN 978-5-9221-1380-9.
- Хроматов В. Е., Новикова О. В. . Динамика и прочность элементов конструкций в структурно-логических схемах. — М.: Изд-во МЭИ, 2015. — 72 с. — ISBN 978-5-7046-1580-4.
- Мишенков Г. В., Позняк Е. В., Хроматов В. Е. . Электрические и электронные аппараты. Прикладные задачи виброударозащиты. 2-е изд. — М.: Юрайт, 2017. — 152 с. — ISBN 978-5-9916-9652-4.
- Хроматов В. Е., Новикова О. В. . Лекции по сопротивлению материалов в структурно-логических схемах. — М.: Издат. дом МЭИ, 2017. — 260 с. — ISBN 978-5-383-01076-1.

### Некоторые статьи
- Хроматов В. Е.  Свойства спектров тонких круговых цилиндрических оболочек, колеблющихся в окрестности безмоментного напряжённого состояния // Известия АН СССР. Механика твёрдого тела. — 1972. — № 2. — С. 103—108.
- Дубовских Ю. А., Хроматов В. Е., Чирков В. П.  Асимптотический анализ устойчивости и послекритического поведения упругих панелей в сверхзвуковом потоке // Известия РАН. Механика твёрдого тела. — 1996. — № 3. — С. 76—88.
- Корешкова Н. С., Хроматов В. Е.  О влиянии поперечного магнитного поля на спектры частот колебаний пологих оболочек // Известия РАН. Механика твёрдого тела. — 2009. — № 4. — С. 165—171.
- Хроматов В. Е., Самогин Ю. Н., Новикова О. В.  Структурно-логические схемы и историко-биографические сведения при изложении курсов механики твёрдого тела // Вестник МЭИ. — 2010. — № 2. — С. 179—185.
- Голубева Т. Н., Коробков Ю. С., Хроматов В. Е.  Влияние продольного магнитного поля на спектры частот колебаний ферромагнитных пластин // Электротехника. — 2013. — № 3. — С. 44—48.
- Хроматов В. Е., Голубева Т. Н.  Колебания и устойчивость ферромагнитной цилиндрической оболочки в магнитном поле // Вестник МАИ. — 2013. — Т. 20, № 3. — С. 212—219.
- Кирсанов М. Н., Хроматов В. Е.  Моделирование деформаций плоской фермы треугольного очертания // Строительная механика и расчёт сооружений. — 2017. — Т. 275, № 6. — С. 24—28.
- Kirsanov M., Khromatov V.  Deformation of the transmission towers: analytical solution // Construction of Unique Buildings and Structures. — 2021. — Т. 96, 9602. — doi:10.4123/CUBS.96.2.